# Sneeuwhaas
De sneeuwhaas (Lepus timidus) is een zoogdier uit de familie van de hazen en konijnen (Leporidae).

## Kenmerken
De sneeuwhaas is kleiner, maar zwaarder van bouw dan de Europese haas. Tevens heeft hij kortere oorschelpen en poten, en de rui van winter- naar zomervacht is meestal tussen midden-februari en eind-mei. In de rui van winter- naar zomervacht wordt meestal eerst de kop bruin.
Het dier is tussen de 46 en 61 centimeter lang, de staart is 4 tot 8 centimeter lang. Hij weegt tussen de 2 en 5,8 kilogram. Vrouwtjes zijn gemiddeld 13% zwaarder dan mannetjes.

## Leefwijze
De sneeuwhaas is voornamelijk 's nachts en in de schemering actief. Bij sneeuwval is hij ook overdag actief. Tijdens de paartijd laat hij zich vaker overdag zien. Het is over het algemeen een solitaire soort. Soms eet hij in grote groepen van tot zeventig dieren, bijvoorbeeld op plekken met een hoge voedselkwaliteit.
De soort graaft (anders dan de meeste echte hazen) soms een hol, bijvoorbeeld als schuilplaats tegen de kou. Ook betrekken ze vaak het hol van een konijn. Het hol wordt enkel gebruikt als bescherming tegen weersomstandigheden; bij gevaar vlucht hij weg.
De sneeuwhaas voedt zich met twijgen, knoppen, schors en bessen van verscheidene plantensoorten als berk, jeneverbes, wilg, populier, gaspeldoorn, heide en blauwe bosbes. 's Zomers eet hij grassen, kruiden, klavers, peulvruchten en soms landbouwgewassen. Ook eet hij zijn eigen keutels (coprofagie).

## Voortplanting
De paartijd duurt van februari tot augustus. Een vrouwtje krijgt één tot drie worpen per jaar. Na een draagtijd van vijftig dagen worden één tot vijf jongen geboren (maximaal acht). De jongen zijn bij de geboorte volledig behaard en de ogen zijn open. De jongen blijven een week op de plaats waar ze geboren zijn, waarna ze op verkenning uitgaan. Ze keren nog wel terug naar de geboorteplek om te worden gezoogd. Over het algemeen worden de jongen een uur na zonsondergang gezoogd, maar ze kunnen ook vaker worden gezoogd. Het vrouwtje blijft de eerste drie weken, gedurende de zoogtijd dicht bij haar jongen. Bij gevaar waarschuwt zij de jongen met een klikkend geluid. Ze zal haar jongen bij gevaar verdedigen. Door de zeer voedselrijke melk groeien de jongen vrij snel. De jongen zijn het volgende jaar geslachtsrijp.
De sneeuwhaas wordt maximaal negen jaar oud. Belangrijke vijanden zijn de vos en de lynx. De hermelijn vangt veel jongen. De sneeuwhaas kan een snelheid van 64 kilometer per uur bereiken.

## Verspreiding
De sneeuwhaas leeft in Noord-Europa en -Azië, van Oost-Polen en geheel Scandinavië tot Oost-Siberië en China, en tevens in geïsoleerde populaties in Schotland, Ierland, de Alpen, de Koerilen en Hokkaido. Hij is geïntroduceerd op de Faeröer, enkele Schotse eilanden en op Spitsbergen, waar hij waarschijnlijk weer is uitgestorven. De sneeuwhaas leeft in heidegebieden, open bosgebieden en grasvelden, zowel in gebergten als op de toendra. In Zuid-Rusland leeft hij ook in rietvelden en op steppen. In afwezigheid van de Europese haas komt hij ook op weilanden en akkers voor. Ze leven voornamelijk tussen de boom- en sneeuwgrens, in de Alpen tot op 1300 meter hoogte.

## Wetenschappelijke naam
De sneeuwhaas kreeg in 1758 van Linnaeus de wetenschappelijke naam Lepus timidus. Linnaeus verwees daarbij eerst naar twee eerdere werken van hemzelf, waarvan de informatie in Fauna svecica het uitgebreidst is. Daarna verwees hij naar zijn bronnen: Conrad Gesner (1551), Ulisse Aldrovandi (1663), Jan Jonston (1650), en John Ray (1693), om er vervolgens, anders dan zijn gewoonte was in Systema naturae, een vrij uitgebreide beschrijving aan toe te voegen.